# غروفلاند (الولايات المتحدة)
غروفلاند هي بلدة أمريكية، في الولايات المتحدة، تقع في مقاطعة إسكس، بلغ عدد سكانها 6,459 نسمة وذلك حسب إحصائيات سنة 2010، تبلغ مساحتها 24.4 كيلومتر مربع، رمزها البريدي هو 01834.

## أعلام
- توماس س. كراجسكي